# Robertson (Sudáfrica)
Robertson es una ciudad situada en la provincia Occidental del Cabo, Sudáfrica, conocida como el valle de vino y rosas. Se fundó en año 1853 y debe su nombre al ministro escocés de la Iglesia Reformada Holandesa, William Robertson.
Originariamente la agricultura y la construcción de carretas fueron las actividades económicas principales de la ciudad. Sin embargo, tras la Segunda Guerra Anglo-Bóer de 1899, la fabricación de carretas se derrumbó cuando los ferrocarriles asumieron el control el transporte de todas las mercancías.
Posteriormente Robertson llegó a ser famosa por sus granjas de avestruces, pero esta actividad se derrumbó tras la Primera Guerra Mundial y los habitantes de la zona cambiaron su actividad por el cultivo de fruta y vino. Después, se fundaron varias granjas de cría de exitosos caballos de carreras. La agricultura sigue siendo el pilar principal de la economía de la ciudad a día de hoy.
El turismo también ha crecido en estos últimos años y en la ciudad se encuentran varios monumentos nacionales sudafricanos, como la Iglesia Rosa (1859), el Museo (1860), la casa de estilo Eduardino situada en el número 12 de la calle de Piet Retief (1904), la casa de estilo Victoriano situada en el número 59 de la calle Van Reeneen (1914) y la Casa del Polvo (que se usaba para almacenar pólvora).
La industria de vino en Robertson ha crecido de menos de 25 bodegas en 1995 a más de 50 registradas a día de hoy. Hay un número de bodegas que han recibido grandes premios a nivel nacional e internacional. Las más importantes son:
- Graham Beck
- Springfield
- Bon Cap
- Majors Hill
- Excelsior Estate